# Mónosbél
Mónosbél is een plaats (község) en gemeente in het Hongaarse comitaat Heves. Mónosbél telt 428 inwoners (2002).